# Dave Mann (Bogenschütze)
David „Dave“ Mann (* 1. Februar 1957 in Vancouver) ist ein kanadischer Bogenschütze.
Mann nahm an den Olympischen Spielen 1976 in Montréal teil und belegte mit Rang 7 im Einzel der Männer einen Platz im Vorderfeld.
International war er ansonsten nur bei den Weltmeisterschaften im Bogenschießen im Jahr 1975 in Interlaken in Erscheinung getreten. Dort erreichte er den Rang 34.